# Camprond
Camprond – miejscowość i gmina we Francji, w regionie Normandia, w departamencie Manche.
Według danych na rok 2000 gminę zamieszkiwało 335 osób, a gęstość zaludnienia wynosiła 53 osoby/km² (wśród 1815 gmin Dolnej Normandii Camprond plasuje się na 563. miejscu pod względem liczby ludności, natomiast pod względem powierzchni na miejscu 777).